# NGC 6649
NGC 6649 est un très jeune amas ouvert situé dans la constellation de l'Écu de Sobieski. Il a été découvert par l'astronome germano-britannique William Herschel en 1787.
Selon la classification des amas ouverts de Robert Trumpler, cet amas renferme entre 50 et 100 étoiles (lettre m) dont la concentration est moyenne (II) et dont les magnitudes se répartissent sur un intervalle moyen (le chiffre 2). Selon le site Lynga consacré aux amas ouverts, le nombre d'étoiles membres de l'amas est de 50.

## Observation
Avec une magnitude visuelle de 8,9, on peut observer l'amas avec des jumelles dont l'ouverture est de 60 à 70 mm ou avec un petit télescope.

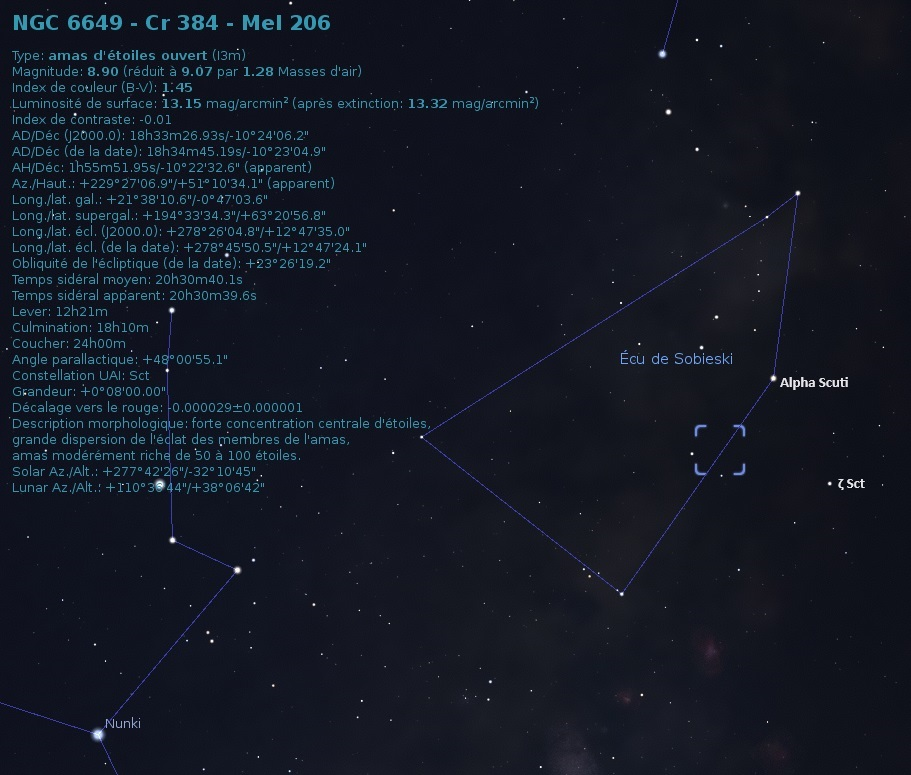
Emplacement de NGC 6649 dans la constellation de l'Écu de Sobieski.

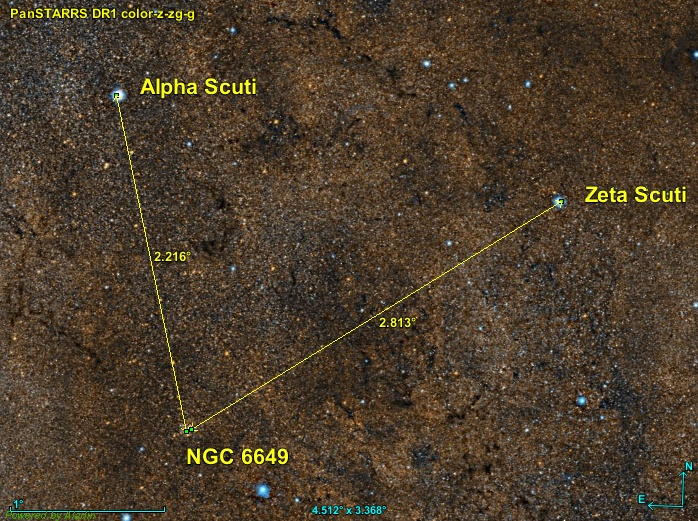
Position de NGC 6649 par rapport Xi Cygni.

NGC 6649 est situé à environ 2,2 degrés au sud-ouest de l'étoile Alpha Scuti et à environ 2,8 degrés au sud-est de Zeta Scuti.

## Caractéristiques

### Distance, taille et vitesse
Selon de récentes mesures réalisées en 2021 par le satellite Gaia de la distance de NGC 6649, l'amas est à 1 917 ± 80 pc (∼6 250 al) du système solaire,. La base de données Simbad indique quatre autres valeurs comprises entre 1564 pc et 2124 pc.
La taille apparente de l'amas est de 6 minutes d'arc, ce qui, compte tenu de la distance de 1917 ± 80 pc et grâce à un calcul simple, équivaut à une taille réelle d'environ 10,9 ± 0,9 années-lumière.
Cinq valeurs récentes (de 2017 à 2021) de la vitesse sont indiquées sur Simbad. Ces sept valeurs sont comprises entre +4,50 ± 1,09 km/s et −8,87 ± 0,46 km/s. La valeur provenant de Gaia est −8,854 ± 0,831 km/s,.

### Métallicité
Simbad rapporte une valeur de la métallicité (Fe/H) égale à 0,040. Cela signifie que le pourcentage d'éléments lourds (plus lourd que l'hydrogène et l'hélium) de cet amas est égal à 100,440 (275%) de celui du Soleil. Cette métallicité confirme le très jeune âge des étoiles de l'amas.

## Étoiles
NGC 6649 renferme au moins une étoile traînarde bleue. Selon une article publié en 2022 basé sur les données recueillies par les relevés du satellite Gaia et de l'ESO, le nombre d'étoiles dont la probabilité d'appartenir à NGC 6649 est supérieure à 0,9 est de 179 à 181.
Simbad montre aussi un bouton nommé Children. En cliquant sur ce bouton, on atteint une section de cette base de données qui renferme un tableau contenant 768 entrées pour NGC 6649. Cependant, des étoiles (les Children) peuvent apparaître plusieurs fois dans la deuxième colonne du tableau, d'où le nombre de liens bibliographiques qui est supérieure au nombre d'étoiles. La quatrième colonne de ce tableau indique la probabilité que l'étoile appartienne à l'amas. En cliquant sur le titre de cette colonne, on peut classer la probabilité par ordre croissant ou décroissant. En cliquant sur la désignation de l'étoile, on atteint la page de Simbad qui résume ses propriétés.